# Batrachoseps minor
Batrachoseps minor är en groddjursart som beskrevs av Jockusch, Yanev och David Burton Wake 200. Batrachoseps minor ingår i släktet Batrachoseps och familjen lunglösa salamandrar. IUCN kategoriserar arten globalt som otillräckligt studerad. Inga underarter finns listade.